# Gregers Algreen-Ussing
Gregers Algreen-Ussing (født 30. november 1938 i Teheran) er en dansk arkitekt og professor emeritus ved Kunstakademiets Arkitektskole.
Han er søn af ingeniør Helge Algreen-Ussing og lærer Gudrun Benthin, blev uddannet restaureringsarkitekt på Kunstakademiet og skrev lektorafhandling på RUC. Han var kontorchef i Planstyrelsen, hvor han var med til at skabe bygningsbevaringssystemet SAVE, der blev brugt i de såkaldte kulturmiljøatlas. Derfra kom han til Arkitektskolen, hvor han var professor indtil 2008 og særligt underviste i restaurering og kulturarv. I 2006 modtog han N.L. Høyen Medaljen.
I 1994 blev han Ridder af Dannebrog. Siden 1982 har han boet sammen med psykoanalytikeren, lektor Judy Gammelgaard.